# Abacistis
Abacistis é um gênero de mariposa pertencente à família Acrolepiidae.